# Saint-Cricq
Saint-Cricq – miejscowość i gmina we Francji, w regionie Oksytania, w departamencie Gers. Nazwa miejscowości pochodzi od imienia św. Cyryka.
Według danych na rok 1990 gminę zamieszkiwały 94 osoby, a gęstość zaludnienia wynosiła 31 osób/km² (wśród 3020 gmin regionu Midi-Pireneje Saint-Cricq plasuje się na 969. miejscu pod względem liczby ludności, natomiast pod względem powierzchni na miejscu 1644.).